# Коштянська культура
Коштянська культура — археологічна культура пізньої бронзової доби у східній Словаччині (Східнословацька низовина, Кошицька улоговина, Спиш).
Культура відноситься до після-шнурової кераміки культурного комплексу.
Датується 1850—1500 роки до Р. Х.
Розвинулася з Ньїршег-Затинської культури (Nyírség-Zatín).
Розпорошені скелетові поховання: Перін, Кошиці, Чана, Валаліки-Вшессвятих, Дубравка, Ластовце, Жехра-Древеник, Спиські Томашовці.
Старожитності: сибінські кульчики, найдавніші у Середній Європі бронзові сокірки. Кераміка напочатку з шнуровими відбитками.

## Періодизація
Поділяється на дві доби:
- давня (Кошиці) — характерізується мідними виробами з подобою вербового листя,
- пізня — присутні вироби характерні Отоманській культурі:
  - класична фаза (Чана, Коштяни, Валаліки),
  - коштянсько-отоманська фаза (Чана, Нижня Мишля).